# Sonicatie

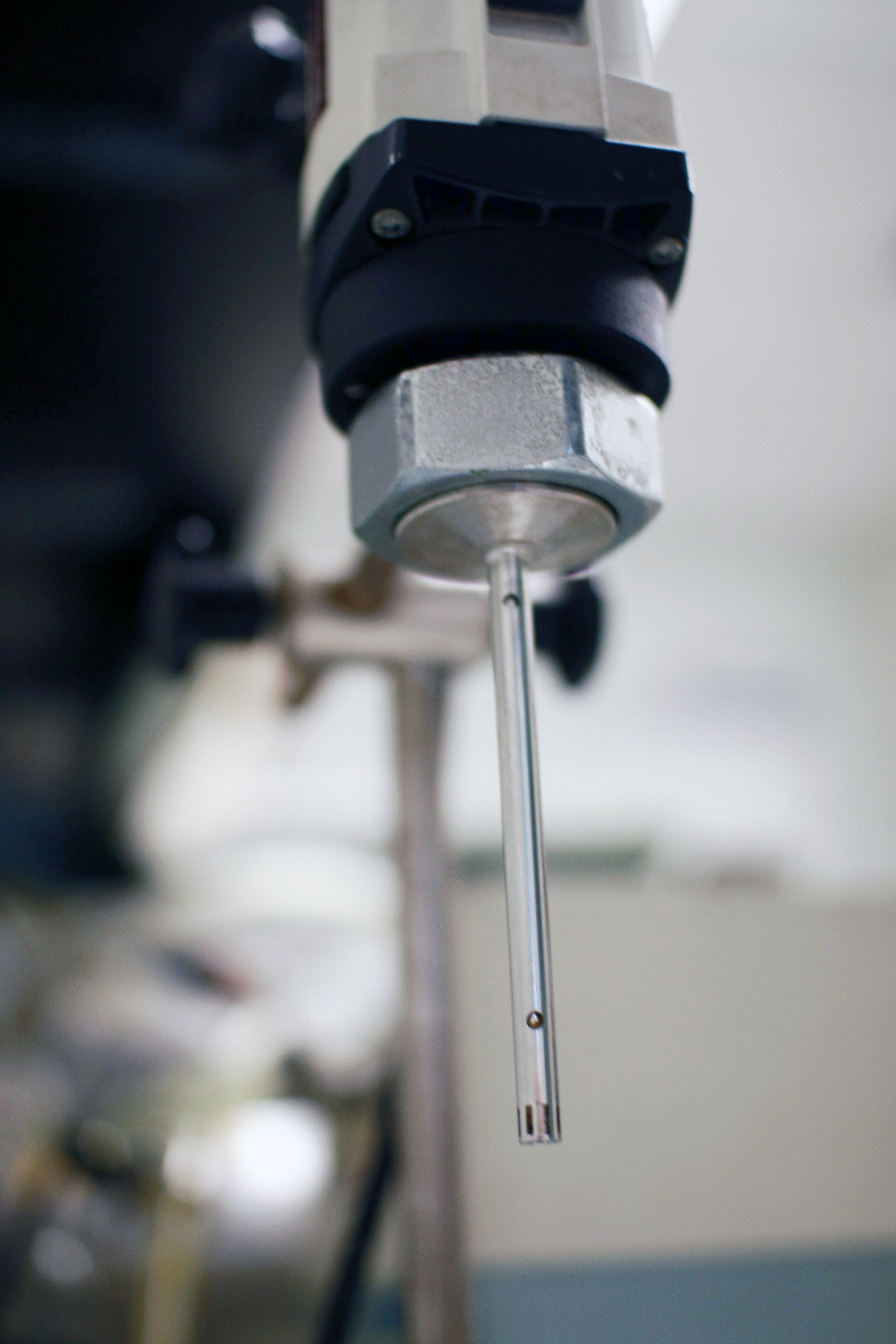
Een sonicator in het laboratorium

Sonicatie is een techniek waarbij een materiaal of onderzoeksmonster wordt blootgesteld aan geluidsgolven. Sonicatie wordt in de wetenschap en industrie voor uiteenlopende doeleinden toegepast. De meeste sonicators kunnen ultrasone golven (> 20 kHz) voortbrengen, waardoor men ook wel spreekt van ultrasonicatie. Sommige sonicators brengen de golven voort in een waterbad.
In biochemisch onderzoek wordt sonicatie meestal gebruikt om de membranen van cellen open te breken (een lysetechniek), zodat de inhoud van de cel vrijkomt in de oplossing. Ook grote macromoleculen zoals DNA worden door sonicatie in fragmenten gesplitst. Sonicatie wordt ook toegepast bij de productie van nanodeeltjes (in het bijzonder bij het maken van nano-emulsies), bij waterzuivering, ontgassing, extractiemethoden, polymeerverwerking en de productie van biobrandstoffen.